# Bataille de Baga (2018-2019)
Pour les articles homonymes, voir Bataille de Baga.
Insurrection de Boko Haram
Batailles
La bataille de Baga a lieu du 27 décembre 2018 au 10 janvier 2019 pendant l'insurrection de Boko Haram.

## Déroulement
Dans la nuit du 26 au 27 décembre 2018, les djihadistes de l'État islamique en Afrique de l'Ouest attaquent la ville de Baga, au Nigeria,. Ils prennent d'assaut la ville, s'emparent de la base navale à Mile 3, à environ cinq kilomètres de Baga, et affrontent les troupes qui défendent la base de la Force multinationale mixte. Après d'âpres combats, la base est prise par les djihadistes qui s'emparent de camions militaires, de munitions et de nombreux lance-roquettes. Les militaires se replient sur la base navale de Fish Dam, sur les rives du lac Tchad, qui résiste. Les djihadistes se retirent ensuite, mais les militaires de la Force multinationale mixte décident de ne pas les poursuivre, de crainte de tomber dans une embuscade.
Contrairement à leur habitude, les hommes de l'EI tentent de tenir le terrain. Ils restent présents à l'intérieur de la ville, où ils parcourent les rues, maison après maison, pour trouver et tuer des miliciens. Des maisons de politiciens locaux et de chefs communautaires, un hôpital, une clinique et des écoles sont incendiées ou rasées. Selon le  plus de 30 000 civils fuient vers Maiduguri, tandis que 6 000 autres traversent le lac Tchad en bateau pour se réfugier au Tchad.
L'armée nigériane prépare ensuite une offensive pour reprendre Baga aux djihadistes. Des dizaines de véhicules militaires venus de Maiduguri prennent notamment position à Monguno, à 50 kilomètres de Baga.
L'armée nigériane fait son entrée dans Baga le soir du 9 janvier et le 10 elle reprend entièrement repris le contrôle de la ville, sans rencontrer de résistance,. Selon l'ONU, plus de 30 000 civils, en majorité venus de Baga, s'enfuient à Maiduguri, tandis que 6 000 autres traversent le lac Tchad pour se réfugier au Tchad.

## Revendication
Le 22 mai 2019, l'État islamique en Afrique de l'Ouest met en ligne une vidéo sur la bataille de Baga. Elle montre jusqu'à plus de 80 combattants réunis ensemble et deux SVBIED, dont l'un sera cependant capturé par l'armée nigériane. La vidéo montre également le butin saisi lors des pillages des bases militaires à Baga et des exécutions par armes à feu de soldats nigérians faits prisonniers. Un des captifs est mis à mort par un tir de lance-roquettes RPG-7.

## Pertes
Au 27 décembre, le porte-parole de l'armée nigériane, Sani Usman, ne reconnait la mort que d'un officier de la Marine,.